# 里瓦几亚条约
《里瓦几亚条约》，亦称《崇约》或《中俄交收伊犁条约》，是1879年10月2日大清帝国和俄罗斯帝国在克里米亚的里瓦几亚签订的条约，条约中俄国同意归还1862-1877年同治回乱期间在新疆占领的部分土地。虽然清军重新征服了新疆大部，但《里瓦几亚条约》却对中国极为不利，以至于清政府拒绝批准。进行谈判的大清使者崇厚被革职下狱。17个月后，两国改立新约，即《圣彼得堡条约》。

## 背景
18世纪50年代晚期，清朝在乾隆帝统治下从准噶尔汗国征服了新疆。然而，在第一次鸦片战争后的19世纪末，中国的清朝走向衰落。19世纪60年代和70年代，中国西北发生了同治回变，除了塔城之外，清政府的统治几乎在整个新疆地区瓦解。浩罕军队总司令阿古柏利用这次叛乱，占领了新疆大部分地区，并宣布自己为喀什噶尔的埃米尔。
俄国在冲突期间保持着官方之中立，但是由于1864年的《中俄勘分西北界约记》，其已经在新疆获得了大约91万平方公里的领土。此外，俄国突厥斯坦总督在1871年向伊犁河谷派遣了军队。表面上此举是为了在叛乱期间保护俄国公民，但俄国在伊犁首府伊宁大规模建设了基础设施。这是俄国控制一地区并在事后谈判承认其主权之典型战略。
由左宗棠将军领导的清朝平叛始于1876年9月，结束于1877年12月，完全夺回了除了伊犁以外失去的土地。在此期间，俄国承诺将所有被占领的土地归还给中国。

## 条约内容
条约由两个单独的协定组成。

### 边界条约
第一项条约包括十八项条款，并规定：
1. 俄国将把新疆的一部分归还给中国，保留伊犁河谷西部和特克斯河流域，确保俄国能够进入新疆的南部地区；
2. 在被归还的土地上，俄国将保留其在占领期间确立的任何财产权；
3. 任何造反的回民都可以选择成为俄国公民，那些没有造反的人不会因为他们在造反期间的活动而受到惩罚；
4. 俄国获得在新疆和蒙古开设七个新领事馆的权利；
5. 俄国可以在没有关税的情况下在新疆和蒙古进行贸易；
6. 俄国商人可以进入远至北京和汉口的贸易航线；
7. 中国将支付500万卢布的赔偿金，以弥补俄国的占领成本和财产损失。

### 通商条约
第二个条约包含十七个条款，重点关注贸易物流，如税务问题、护照要求和认证程序，其总体效果对俄国商业利益非常有利，并代表了前所未有的进入中国内地的机会。另外还有一篇不相干的补充条款，重申了俄国在松花江上的航行权利。

## 重新谈判
在谈判时，中国处于强有力的地位。左宗棠的军队还在新疆，人数远远超过剩下的俄国军队。此外，俄国刚刚缔结了俄土战争之和约，由此产生的《柏林条约》对他们并不有利。那场战争期间的军费开支也耗尽了俄国的国库，故中国政府官员闻条约之讯，为之愕然。
清廷将此归咎于首席谈判代表崇厚，称他缺乏经验，过于急于回国。张之洞为此陈言：“俄人索之，可为至贪至横；崇厚允之，可为至谬至愚……必改此议，未必有事；不改此议，不可为国。”1880年1月他回到北京后，崇厚被告发为叛国，被剥夺军衔和职务，并被投入监狱。清政府下令处决崇厚。清政府宣布将拒绝批准该条约，并敦促俄国重开谈判。俄国希望保留条约条款，但他们唯一的选择是冒险在新疆发动另一场战争，因为他们没有准备好参战，或者同意中国的要求。俄国明白，列强不会无视俄国执行未经批准的条约的企图，甚至将这些条件保密，俄国担心如果条约条款曝光，欧洲列强会代表中国进行干预。鉴于他们的财政状况以及伊犁对俄国的安全并非至关重要这一事实，他们同意讨论一项新的条约，但有一个条件：赦免崇厚并饶其一命。几个月过去了，两国之间的紧张局势仍然很紧张，双方都做好了战争的准备。中国派曾纪泽作为新的谈判代表。在北京的外国使节代表为崇厚求情，甚至维多利亚女王也亲自进行了斡旋。最后，在1880年8月12日，清廷宣布释放崇厚，恢复谈判。

### 文内注记
1. ↑  条约的俄方文本以法语写就，见国立故宫博物院馆藏条约原文 （页面存档备份，存于）。
2. ↑  许力维. . 历史学习. 2002, (2): 8-9  [2019-06-27]. （原始内容存档于2019-06-30）.
3. ↑  刘阁春. . 辽宁工程技术大学学报：社会科学版. 2000, (1): 63-65  [2019-06-27]. （原始内容存档于2019-06-30）.
4. ↑  赵剑锋. . 伊犁师范学院学报（社科版）. 2016, 35 (4): 49-53  [2019-06-27]. doi:10.3969/j.issn.1009-1076.2016.04.011. （原始内容存档于2019-06-30）.
5. ↑  赵佳楹. . 外交评论：外交学院学报. 1990, (1990): 56-66  [2019-06-27]. （原始内容存档于2019-06-27）.
6. ↑  Fields, Lanny B. . Limestone Press. 1978: 81  [28 June 2010]. ISBN 0-919642-85-3. （原始内容存档于2017-01-09）.
7. ↑  Chen, Wei-hsing. . Research Quarterly (Taipei, Taiwan: National Palace Museum). 2009, 27 (1)  [2019-06-27]. （原始内容 (Microsoft Word)存档于2018-02-23）.
8. ↑  Kim, Ho-dong. . Stanford University Press. 2004: 176  [28 June 2010]. ISBN 0-8047-4884-5. （原始内容存档于2021-05-07）.
9. ↑  Millward 2007，第133–134頁.
10. ↑  Paine 1996，第133–134頁.
11. ↑  Paine 1996，第134頁.
12. 1 2  Millward 2007，第134頁.
13. ↑  徐中约 2013，第235頁.
14. ↑  Fairbank, John King; Liu, Kwang-Ching; Twitchett, Denis Crispin (编). . Volume 11, Part 2 of The Cambridge History of China Series illustrated. Cambridge University Press. 1980: 94  [18 January 2012]. ISBN 0-521-22029-7. （原始内容存档于2016-08-21）.
15. 1 2  徐中约 2013，第235-236頁.
16. ↑  Paine 1996，第140頁.
17. ↑  Anonymous. . S. Low, Marston & Company. 1894: 270–272  [22 February 2018].
18. ↑  Anonymous. . S. Low, Marston & Company. 1894: 270–272  [22 February 2018].
19. ↑  Paine 1996，第140–141頁.
20. ↑  徐中约 2013，第236頁.
21. ↑  Anonymous. . S. Low, Marston & Company. 1894: 270–272  [22 February 2018].
22. ↑  Giles, Herbert Allen. . Bernard Quaritch. 1898: 210  [22 February 2018].